# District de Schwarzenburg
 (mai 2015).
Si vous disposez d'ouvrages ou d'articles de référence ou si vous connaissez des sites web de qualité traitant du thème abordé ici, merci de compléter l'article en donnant les références utiles à sa vérifiabilité et en les liant à la section « Notes et références ».
 (mai 2015).
1798
Entités précédentes :
- Bailliage de Schwarzenbourg

Entités suivantes :
- Arrondissement administratif de Berne-Mittelland

Le district de Schwarzenburg est l’un des 26 districts du canton de Berne en Suisse. 

## Données géographiques
La localité de Schwarzenburg, située dans la commune de Wahlern est le chef-lieu du district. Sa superficie est de 157 km² et compte quatre communes:
- CH-3183 Albligen
- CH-3158 Guggisberg
- CH-3154 Rüschegg
- CH-3150 Wahlern

Le district de Scharzenburg est bordé à l'ouest par la rivière la Singine (ou, en allemand, la Sense) et à l'est par la Schwarzwasser, si bien que les documents les plus anciens appellent la région "Inter aquas" ("entre les eaux")[réf. nécessaire].
Schwarzenburg, qui a donné son nom au district, est le village le plus important, mais il ne put jamais prendre le pas sur Wahlern, plus ancienne et siège de la paroisse ; Schwarzenburg n'avait pas d'église et n'a toujours pas le statut de commune ; il reste rattaché administrativement à la commune de Wahlern, qui comporte en outre d'autres villages, dont celui appelé Wahlern qui a donné son nom à l'ensemble de la commune.
L'habitat est dispersé en hameaux et fermes isolées.
On note encore, sans recherche de l'exhaustivité, les villages de :
Langenwil : c'est le territoire le plus occidental de l'ancienne commune ; le dixième de Langenwil ("Langenwilzehnt") avait appartenu à une Comtesse de Longueville, d'où le nom de Langenwil ; elle le vendit à l'homme le plus riche de Schwartzenburg, le gonfalonier Lienhardt Schmidt, mais celui-ci refusa d'acheter les Böeschenfelder ("champs escarpés"), un véritable marécage formé par une ancienne mare comblée de moraine et de dépôts d'alluvions ; la noble dame fit donc cadeau des Böeschenfelder aux bourgeois du village, d'où le proverbe : "Les nobles dames ne font don que des pommes pourries, les autres elles les vendent."
Wart : ce hameau se situe sur une ancienne route de Fribourg, et servait semble-t-il de poste d'observation, d'où son nom, construit sur le même radical que "gardien" ; il restait cependant possible d'accéder sans être vu au village à partir de la Singine (rivière) en prenant le Katzentyg, sentier du chat, difficilement praticable, agrippé sur des falaises au-dessus de la Singine, avec des marches taillées dans le rocher : les noms de Katzenstyg et Katzensteig sont fréquents sur les lignes douanières pour désigner les chemins de contrebandiers bien cachés.
Winterkraut : hameau historiquement anabaptiste à cheval sur Guggisberg et Wahlern

## Données historiques

### Quelques dates
1025 : Schwarzenbourg est cité pour la première fois sous le nom de Suirarcenburg[réf. nécessaire].
Moyen Âge : le chateau de Grasburg monte fièrement la garde sur son promontoire dominant la Singine ; il est disputé et change de mains à de nombreuses reprises ; les chevaliers (Otto von GRASBURG en 1223, Kuno von GRASBURG en 1228) sont vassaux des Zähringer. Lorsque la branche des Zähringen s'éteint, la seigneurie de Grasbourg (l'actuel district de Schwarzenburg) passe aux Kiburg, puis aux Habsbourg. Un bailli impérial réside au château, d'où le pays est gouverné.
1310 : l'Empereur Henri VII du Saint-Empire donne en gage la seigneurie de Grasbourg au Comte Amédée V de Savoie.
1341 : destruction du village par les Bernois
1448 : destruction du village par les Fribourgeois
1423 : Amédée VIII de Savoie vend, à parts égales et droits égaux, la seigneurie de Grasbourg aux deux États de Berne et Fribourg ; c'est alors que commence pour la population la dure période du "double règne" qui dure jusqu'en 1798 
1448 : Paix de Morat ; il y est stipulé que Schwarzenburg devra se comporter de façon neutre entre Berne et Fribourg
1542 : abandon du château de Grasbourg ; transfert du pouvoir à Schwarzenburg
1573-1575 : construction du château du bailliage, le château de Schwarzenburg, à Schwarzenburg.
1650 environ :  début des migrations connues d'anabaptistes suisses vers l'Alsace, que la guerre de Trente Ans a vidée d'une grande partie de sa population  ; le district de Schwarzenburg est particulièrement concerné
1653 : guerre des Paysans dans de canton de Berne, suivie d'une terrible répression
1670 et suivantes : la persécution des anabaptistes prend les dimensions d'une chasse à l'homme ; des "chasseurs d'anabaptistes" sévissent ; montée en puissance de l'émigration vers l'Alsace, puis vers les futurs États-Unis

### Entre histoire et légende: le château noir
Nombreux sont ceux qui ont cherché les vestiges de ce château légendaire, y compris des historiens  notables, mais ils ne l’ont jamais trouvé. Ils ne pouvaient pas le trouver, pour la simple raison qu’il n’a jamais existé !
Le mot Schwarzenburg peut en effet avoir plusieurs sens : soit le château fort (Burg) noir (schwarz), étymologie sous-jacente à la légende ; soit aussi (étymologie plus probable) : le bourg (Burg) boisé (Schwarz).
En général, les légendes se basent sur un noyau dur  historique, mais ici, il y en a même deux. Par deux fois, le village a été détruit : en 1341 par les Bernois, en 1448 par les Fribourgeois ; mais à cette époque le château était celui de Grasbourg et non celui de Schwarzenburg.

### Le chateau-fort de Grasbourg
Le Château de Grasburg: Sous le règne des Zähringer, l’ancien petit château féodal fut élevé au rang de place forte impériale et subit des aménagements. C’est de là que la Seigneurie de Grasburg - l’actuel district de Schwarzenburg - fut administrée et gouvernée. Un bailli impérial résida dans ce château jusqu'à la construction du château de Schwarzenburg.
Au bas du chemin creux raide qui part du château, - le Schlössli - on aperçoit les premiers restes des murs construits devant le premier pont-levis. Puis, on monte le sentier escarpé  jusqu’à la place du château fort. Ce chemin se trouvait autrefois à l’intérieur  de l’enceinte du château fort, mais l’ancien mur a disparu. 
Là-haut sur la place du château fort se trouve un petit château antérieur, nommé das Englisberghaus, composé d’un beffroi  et de la maison proprement dite. Les meurtrières et les fenêtres sont encore bien conservées et facilement accessibles. Vers l’arrière, se dresse  l’autre château fort, plus grand, c’est das Wippingerhaus. L’espace  entre  ces deux châteaux forts n’était pas conçu pour les tournois, mais autrefois se trouvaient une écurie, une étable, un four à pain, un lavoir, trois granges, une petite chapelle, tous serrés les uns contre les autres, et  à côté, un jardin aux herbes médicinales et culinaires. Devant le plus grand des deux châteaux, il y avait autrefois  une douve avec un pont-levis construit sur des poteaux en bois. On aperçoit très nettement encore le pignon. C’était le palais - der Palas - derrière lequel se trouve la tour, assez peu accessible, avec la citerne  et tout en haut, on distingue les marches qui menaient à la prison. Les gens appellent la pierre située au point culminant Köpfstuel, cependant on imagine difficilement que les exécutions aient pu y avoir lieu, le lieu du supplice étant la potence près du village.

### Le château de Schwarzenburg
En 1573, Berne et Fribourg achetèrent la résidence (Hushofstatt)  et le verger (Boumgarten) à Gilg Spycher de Schwarzenburg  dans le but d’édifier un château, et à partir de ce moment-là, les baillis venus de la ville résidèrent dans une vaste demeure de fonction dans le village ; alors, le vieux château de Grasbourg tomba en ruines. Tous les ans, les baillis devaient se rendre à Murten pour rendre leurs comptes à l’assemblée des députés de Berne et de Fribourg. Finalement, le « droit de maléfice » revint à la seule ville de Berne. De même la ville mit en place le greffier cantonal et institua les appels civils. Les hauts fonctionnaires portèrent les couleurs de Berne. La constitution helvétique de 1798 attribua à la seule ville de Berne l’annexion totale de la région de Schwarzenburg. Les actes de médiation  et les décrets du congrès de Vienne confirment cette attribution. Désormais, Schwarzenburg formait un bailliage bernois, et depuis 1831, c’est un district.

### Double appartenance et mauvaise gouvernance
Les intérêts des ducs de Savoie se portèrent de plus en plus vers le sud si bien que pour eux, le château fort de Grasburg, solitaire, perdit de plus en plus d’importance. En 1423, le duc Amédée VIII vendit, en parts égales et en droits égaux, la seigneurie de Grasburg aux  deux États de Berne et de Fribourg  pour la somme de 6 000 thalers d’or français. C’est alors que commença pour la population de Schwarzenburg la dure période du double règne qui devra durer jusqu’en  1798. Cette période  eut une influence extrêmement préjudiciable sur le développement  de ce petit état isolé, et entraîna le petit pays de Schwarzenburg dans une immense pauvreté qui atteignit son paroxysme vers 1850. En 1803, le petit État de Schwarzenburg fut rattaché à Berne sur sa propre requête.
Ni Berne ni Fribourg n'étaient disposées à beaucoup investir dans le pays de Schwarzenbourg, mais chacune s'accrochait à ses prérogatives de peur qu'en les abandonnant l'autre partie ne sorte renforcée.

### Haut lieu de l'anabaptisme
Le petit peuple du  district de Schwarzenburg, dont la survie était déjà difficile dans ce pays inaccessible, ne pouvait que subir. S'ensuit une forte crise de citoyenneté et le succès de l'anabaptisme.
En 1735, les autorités du district décident alors d'affréter un navire, la bélandre l'Oliver, à destination de la Pennsylvanie, et elles convainquirent une partie des anabaptistes de la région d'y prendre place au travers de diverses pressions et d'une publicité quelque peu mensongère, sans que l'on puisse pour autant parler de déportation au sens strict.

## Sources
CD ROM : Paul Hostettler Taüferwanderung 1580-1750 ; 2002 ; en allemand ; sur l'émigration des anabaptistes-mennonites de Suisse vers l'Alsace et l'Amérique ; contient des relevés de registres paroissiaux des paroisses suisses de départ, ainsi que de nombreux éléments biographiques ; peut être consulté (référence : CD ROM no 8) au Cercle généalogique d'Alsace, 5 rue Fischart 67000 Strasbourg.
Article : Paul Hostettler ; The trail of anabaptist emigration from the alpine foothills of Bern ; translated by Ann C. Sherwin ; Pennsylvania Mennonite Heritage january 2005